# ژان لوک واسور
ژان لوک واسور (انگلیسی: Jean-Luc Vasseur؛ زادهٔ ۱ ژانویهٔ ۱۹۶۹) بازیکن فوتبال اهل فرانسه است.
از باشگاه‌هایی که در آن بازی کرده‌است می‌توان به باشگاه فوتبال سن-اتین، باشگاه فوتبال پاری سن ژرمن، و باشگاه فوتبال رن اشاره کرد.